# Île de North Sentinel
L’île de North Sentinel  est l'une des îles Andaman dans le golfe du Bengale (océan Indien). Elle se situe à l'ouest de la partie sud de l'île Andaman du Sud, et a une superficie de 59,67 km2. Officiellement, l'île est administrée par l'Inde depuis 1947 et fait partie du territoire des îles Andaman-et-Nicobar. Sa population présente depuis des millénaires, les « Sentinelles », est considérée comme l'une des dernières tribus de la planète totalement coupées du monde moderne. L'île est défendue par sa population, qui n'hésite pas à tuer les intrus à coups de flèches et de de lances ; elle est considérée comme un territoire souverain, sous la protection de l'Inde, qui en interdit strictement l'approche depuis 1996 et a mis en place un périmètre de sécurité de plusieurs kilomètres autour de l'île.

## Géographie
Située à l'est de l'océan Indien, l'île a une superficie de 60 km2 (environ 9 km de long pour 8 km de large). Elle se situe à 40 km de la partie sud de l'île d'Amandan. Son point culminant atteint 98 mètres d'altitude. Elle est entourée d'une vaste barrière de corail et est en grande partie recouverte d'arbres et de divers végétaux typiques des régions tropicales.

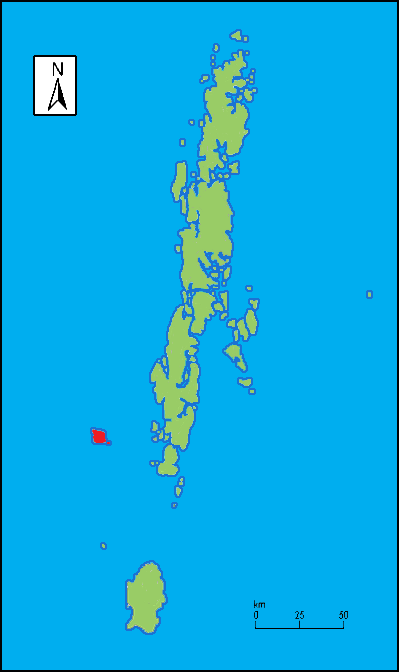
Emplacement de l'île (en rouge) au sein des îles Andaman.
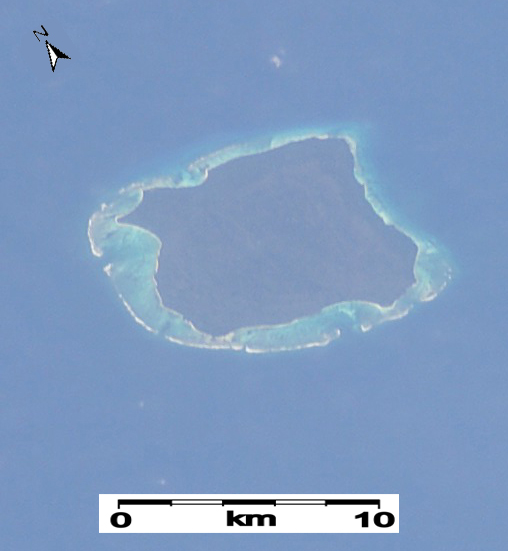
Détail d'une image de la NASA prise en 2003 (à partir de la Station spatiale internationale) de l'île de North Sentinel, la barrière corallienne qui entoure l'île peut être vue clairement. Cette image date d'avant le tsunami de 2004, qui a causé le soulèvement de l'île et l'exposition d'une grande partie du récif.
Carte de l'île de North Sentinel.
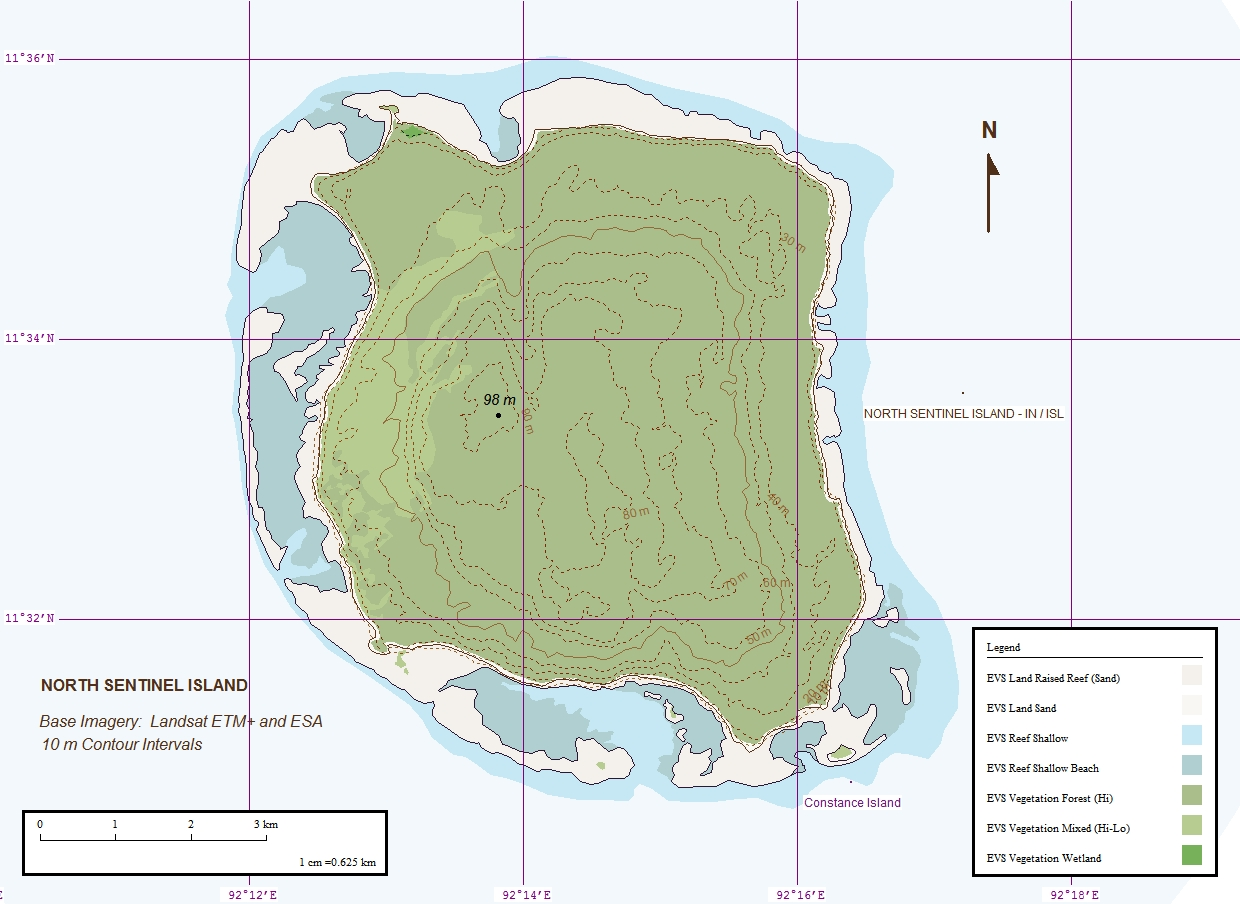
Carte topographique de l'île de North Sentinel.

## Population

### Sentinelles
L'île de North Sentinel est le territoire d'une ancienne tribu autochtone, les Sentinelles, dont la population actuelle est estimée à environ 50 à 200 personnes (les chiffres peuvent varier selon les sources). Ce peuple s'est installé dans l'île il y a environ 60 000 ans. Les Sentinelles sont vraisemblablement liés aux Jarawa-Onge, avec lesquels ils auraient perdu toute relation[réf. non conforme]. Ils sont parmi les derniers humains à rester pratiquement isolés de la civilisation moderne et rejettent tout contact avec le monde extérieur. Le seul lien avec les autorités indiennes a été filmé : les Sentinelles ont alors accepté de récupérer des noix de coco disposées sur la plage par plusieurs personnes venues de l'extérieur. La rencontre s'est faite à distance, sans violence apparente.
Parce qu'il n'y a jamais eu de traité avec les habitants de l'île, ni de trace écrite d'une occupation physique durant laquelle la population de l'île aurait cédé sa souveraineté, le statut de l'île n'est pas clairement défini par le droit international. Elle peut être considérée comme une entité souveraine sous protection de l'Inde. Elle est, de facto, l'une des régions autonomes de l'Inde.
Le gouvernement territorial (îles Andaman-et-Nicobar) a déclaré qu'il n'a aucune intention d'interférer dans le mode de vie des Sentinelles.

### Tsunami de 2004
Bien que l'île ait sans doute gravement souffert des effets du tsunami de décembre 2004, les Sentinelles ont survécu. La confirmation en a été obtenue quelques jours plus tard, quand un hélicoptère du gouvernement indien a observé plusieurs d'entre eux, qui ont tiré des flèches vers l'appareil afin de le repousser.

### Conflits avec les braconniers
Plus d'une dizaine de pêcheurs illégaux birmans ont été arrêtés par les garde-côtes indiens dans les îles Andaman en août-septembre 2010. Certains pêchaient devant l'île de North Sentinel, près de la réserve jarawa[Quoi ?]. La tribu des Sentinelles attaque ceux qui s'approchent de son île, deux pêcheurs ont ainsi été tués en 2006.
Selon l'ONG Survival International, les braconniers indiens locaux, à la différence des Birmans, sont rarement inquiétés par les autorités. Ils capturent les tortues et le concombre de mer pour alimenter le marché chinois et chassent illégalement dans la forêt des Jarawa dans l'île Andaman voisine, en y pénétrant généralement par la route illégale qui traverse le territoire de la tribu. Survival a demandé à plusieurs reprises aux autorités locales de fermer cette route, sans succès à la date du 20 septembre 2010. Des sources locales laissent entendre que la situation est bien plus grave que ne le laissent supposer les arrestations de braconniers birmans, la plupart des braconniers n'étant pas même détectés par les autorités, bien qu'ils mettent en danger les ressources en poissons et gibier, vitales pour les Jarawas et pour les Sentinelles qui sont tous chasseurs-cueilleurs. Les braconniers sont aussi un vecteur de pathologies dangereuses contre lesquelles les populations autochtones ne sont pas immunisées (grippe ou rougeole par exemple). Les Sentinelles sont selon Survival particulièrement en danger car ils vivent dans un isolement total.

## Intrusions illégales sur l’île
John Allen Chau, missionnaire évangélique américain âgé de 27 ans, a été encerclé et tué par les autochtones le 16 novembre 2018 alors qu'il tentait d'interagir avec eux.
Après une première tentative avortée le 14 novembre, John Chau a soudoyé des pêcheurs qui l'ont transporté clandestinement à proximité de l'île de North Sentinel, puis a continué son voyage seul à l'aide d'un canoë. Selon les témoins, il a reçu une volée de flèches à peine débarqué et a continué à marcher. Les pêcheurs ont ensuite vu les tribaux nouer une corde autour de son cou et traîner son corps jusque dans la jungle. Les pêcheurs, ayant pris peur, se sont enfuis. Ils sont revenus le matin suivant et ont aperçu son corps sans vie sur la plage.
Selon India Today, John Chau s'était fixé pour but d'évangéliser les Sentinelles.
Le film Last Days (2025) de Justin Lin revient sur la mort de Chau, ainsi que le documentaire de 2022 de Camille Le Pomellec .
Le 26 mars 2025, un youtubeur américain d'origine ukrainienne âgé de 24 ans, Mykhailo Viktorovich Polyakov, accède illégalement à une plage de l'île et y laisse une canette de Coca-Cola et une noix de coco en offrandes. Il récupère du sable dans un flacon, enregistre une vidéo, puis quitte l'île. Il est par la suite arrêté par les autorités d'Andaman-et-Nicobar,.

## Sources
- Présentation du peuple Jarawa par l'ONG Survival International